# Line Safaa Al-Saiddi
Line Safaa Al-Saiddi (* 17. Dezember 2006) ist eine norwegische Leichtathletin, die sich auf den Sprint spezialisiert hat.

## Sportliche Laufbahn
Erste Erfahrungen bei internationalen Meisterschaften sammelte Line Safaa Al-Saiddi im Jahr 2022, als sie bei den U18-Europameisterschaften in Jerusalem in 54,53 s den fünften Platz im 400-Meter-Lauf belegte. Im Jahr darauf gewann sie beim Europäischen Olympischen Jugendfestival (EYOF) in Maribor in 53,60 s die Bronzemedaille über 400 Meter und belegte mit der norwegischen Sprintstaffel (1000 Meter) in 2:09,76 min den fünften Platz. 2024 schied sie bei den U20-Weltmeisterschaften in Lima mit 53,99 s im Halbfinale über 400 Meter aus und belegte mit der 4-mal-400-Meter-Staffel in 3:36,38 min den sechsten Platz. Im Jahr darauf belegte sie bei den U20-Europameisterschaften in Tampere in 53,50 s den fünften Platz über 400 Meter und gelangte mit der Staffel mit 3:36,38 m auf Rang sechs.
2022 wurde Al-Saiddi norwegische Meisterin in der Sprintstaffel sowie 2024 und 2025 in der 4-mal-100- und 4-mal-400-Meter-Staffel.

## Persönliche Bestleistungen
- 400 Meter: 53,02 s, 1. August 2025 in Askøy
  - 400 Meter (Halle): 53,76 s, 22. Februar 2025 in Bærum
- 600 Meter: 1:29,24 min, 5. September 2022 in Stavanger (nationale U20-Bestleistung)